# Reborn (yacht)
Pour les articles homonymes, voir Reborn.
Le Reborn (renaître en anglais) est un yacht de luxe de 76 m de 1999, qui fut propriété de l'homme d'affaires et homme politique Bernard Tapie de 2010 à 2014.

## Historique
En 1999, le magnat des médias australien Reg Grundy (en) fait construire ce yacht sous le nom de Boadicea pour 30 millions de dollars par le chantier naval Amels Holland B.V..
En 2010, après avoir été le propriétaire du Phocéa entre 1982 et 1997, Bernard Tapie achète à Reg Grundy le Boadicea pour 40 millions € (sa valeur est alors estimée à 70 millions €)[réf. nécessaire]. Le yacht est totalement réaménagé en palace flottant, avec allongement de la poupe de 5 m pour créer une plage-terrasse. Il est rebaptisé Reborn puis reprend la mer sous le pavillon de l'île de Man. Il est proposé à la location pour 495 000 € à  550 000 € la semaine. Selon Libération, Bernard Tapie a vendu son bateau début juin 2014 pour 44 millions d'euros à Gabriele Volpi (en).